# Energy Plaza
El Energy Plaza es un rascacielos de Dallas, Texas, Estados Unidos, cuya construcción finalizó en 1983. El rascacielos alberga la sede de la Energy Future Holdings Corporation.